# Frances Janse van Rensburg
Frances Janse van Rensburg, née le 10 janvier 2001 à Vryheid, est une coureuse cycliste sud-africaine.

## Carrière
Elle obtient la médaille d'argent en catégorie juniors aux Championnats d'Afrique de VTT 2019 à Windhoek. Aux Championnats d'Afrique de cyclisme sur route 2021 au Caire, elle remporte en élite deux médailles d'or, en contre-la-montre par équipes et en contre-la-montre par équipes mixtes, et une médaille d'argent en contre-la-montre ; elle est également dans la catégorie espoirs médaillée d'or de la course en ligne et du contre-la-montre.

## Palmarès sur route

### Par années
- 2020

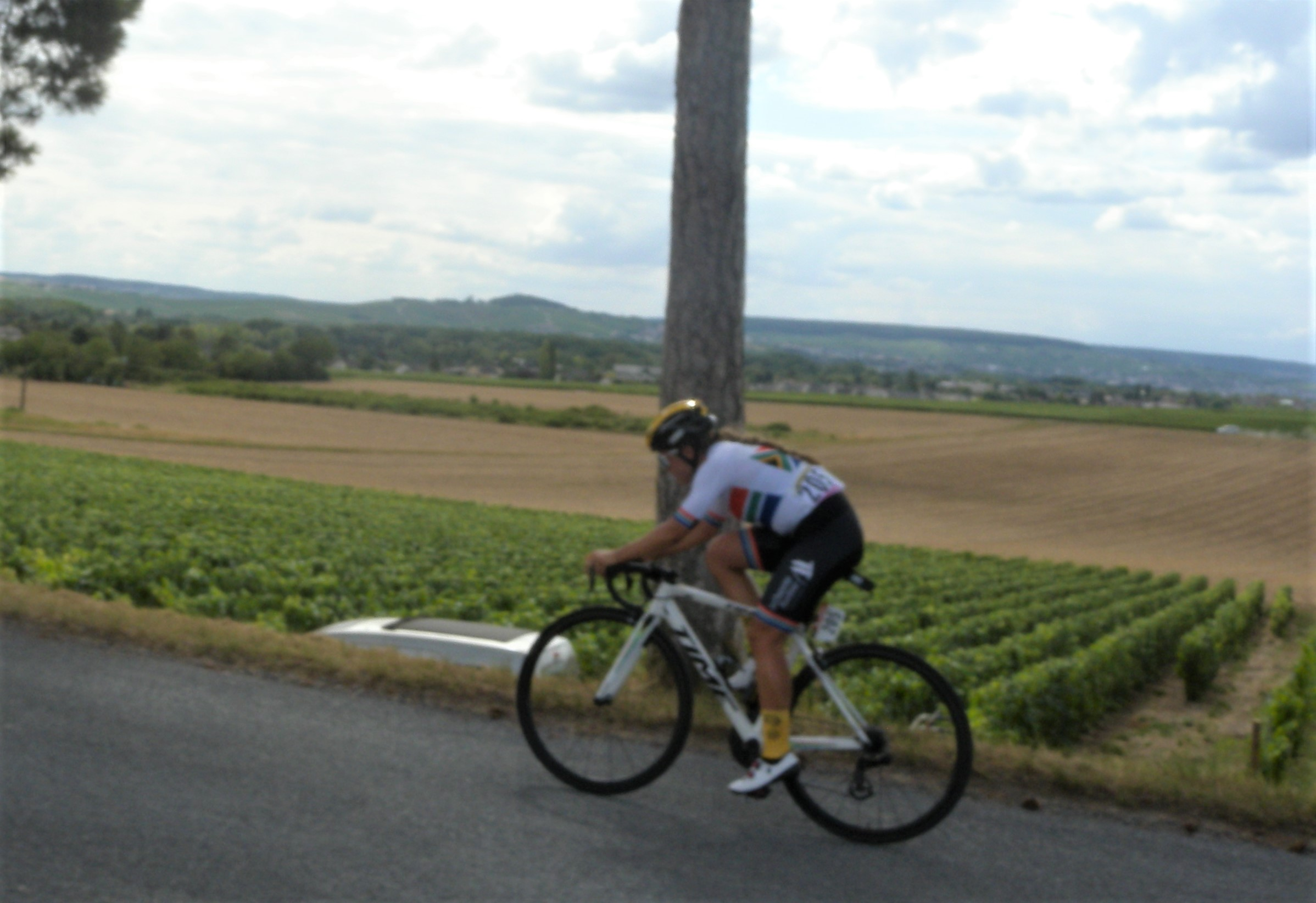
Frances Janse van Rensburg en 2022 avec le maillot de championne d'Afrique du Sud

  - 3e du championnat d'Afrique du Sud du contre-la-montre
- 2021
  -  Championne d'Afrique du contre-la-montre par équipes (avec Hayley Preen, Carla Oberholzer et Maroesjka Matthee)
  -  Championne d'Afrique du contre-la-montre par équipes mixtes (avec Kent Main, Gustav Basson, Ryan Gibbons, Carla Oberholzer et Hayley Preen)
  -  Championne d'Afrique sur route espoirs
  -  Championne d'Afrique du contre-la-montre espoirs
  -  Championne d'Afrique du Sud du contre-la-montre espoirs
  - 3e du championnat d'Afrique du Sud sur route
- 2022
  -  Championne d'Afrique du Sud sur route
  -  Championne d'Afrique du Sud du contre-la-montre espoirs
- 2023
  -  Championne d'Afrique du Sud sur route
  -  Championne d'Afrique du Sud du contre-la-montre espoirs

### Résultats sur les grands tours

#### Tour de France
1 participation
- 2022 : hors délais ([[3e étape du Tour de France Femmes 2022|3e étape]])

### Classements mondiaux
| Année                                 | 2020 | 2021 | 2022 | 2023 |
| ------------------------------------- | ---- | ---- | ---- | ---- |
| Classement UCI                        | 199e | 77e  | 225e | 268e |
|                                       |      |      |      |      |
| Légende : nc = non classéSource : UCI |      |      |      |      |

## Palmarès en VTT
- 2019
  -  Médaillée d'argent du cross-country juniors